# لويس باش
لويس باش (بالفرنسية: Louis Bach)‏ (14 أبريل 1883 باريس فرنسا - 16 سبتمبر 1914 فرنسا) هو لاعب كرة قدم فرنسي سابق كان يلعب كمدافع، شارك في الألعاب الأولمبية الصيفية 1900.

## روابط خارجية
- لويس باش على موقع أوليمبيديا (الإنجليزية)